# 리그 1 (코트디부아르)
리그 앙(Ligue 1)은 코트디부아르의 최상위 축구 리그이며 1960년에 공식 출범하였다.